# Владимир Мунтян
Владимир Мунтян (на украински: Володимир Мунтян; на руски: Владимир Мунтян) е съветски и украински футболист и треньор. Почетен майстор на спорта на СССР (1975). Почетен треньор на Украйна.

## Кариера
Мунтян е юноша на Динамо Киев, където прекарва цялата си кариера. Според експерти от времето, той е смятан за един от най-добрите халфове на европейския футбол. Признат за най-добър футболист през 1969 г. в СССР. Като футболист завършва Института по физическо възпитание и Юридическия факултет на Държавния университет в Киев, а след това – висше училище към Факултета по международни отношения.
През 1978 г. Мунтян катастрофира с колата си, а неговият спътник загива. Самият Мунтян е с фрактури и други наранявания е в болница. В резултат на наказателното дело, започнато по него, той е лишен от ранг на капитан на Министерството на вътрешните работи и временно е изключен от КПСС. Случаят е приключен шест месеца по-късно, поради липсата на други престъпления и той е възстановен като член на КПСС.
През 1980 г. става старши треньор на СКА Киев, докато работи във Военната школа по Високотехническо инженерство в Киев в катедрата по физическо обучение на Факултета за обучение на чуждестранни специалисти. След това, Мунтян става председател на Киевската федерация по футбол и член на президиума на Федерацията на Украйна.
Между 1986 и 1988 г. работи в Мадагаскар, в отбора на КОСФАП Антананариво, с който през 1988 г. печели шампионата.
През 1992-1994 г. е треньор на младежкия отбор на Украйна. През 1995-1997 г. води националния отбор на Гвинея, който през 1998 г. се класира за Купата на Африканските нации.
Председател на Комитета на националните отбори на Футболната федерация на Украйна. От април 2007 г. е председател на Асоциацията на украинските футболни ветерани.

## Отличия

### Отборни
Динамо Киев
- Съветска Висша лига: 1966, 1967, 1968, 1971, 1974, 1975, 1977
- Купа на СССР по футбол: 1964, 1966, 1974
- Купа на носителите на купи: 1975
- Суперкупа на УЕФА: 1975